# NGC 3069
NGC 3069 في الفهرس العام الجديد، هي مجرة، تقع في كوكبة الأسد. اكتشفت في 15 مارس 1877 بواسطة جون لويس إميل دراير.

## روابط خارجية
- NGC 3069 على موقع ويكي سكاي: DSS2, SDSS, GALEX, IRAS, Hydrogen α, X-Ray, Astrophoto, Sky Map, Articles and images